# دانيال غابرييل فهرنهايت

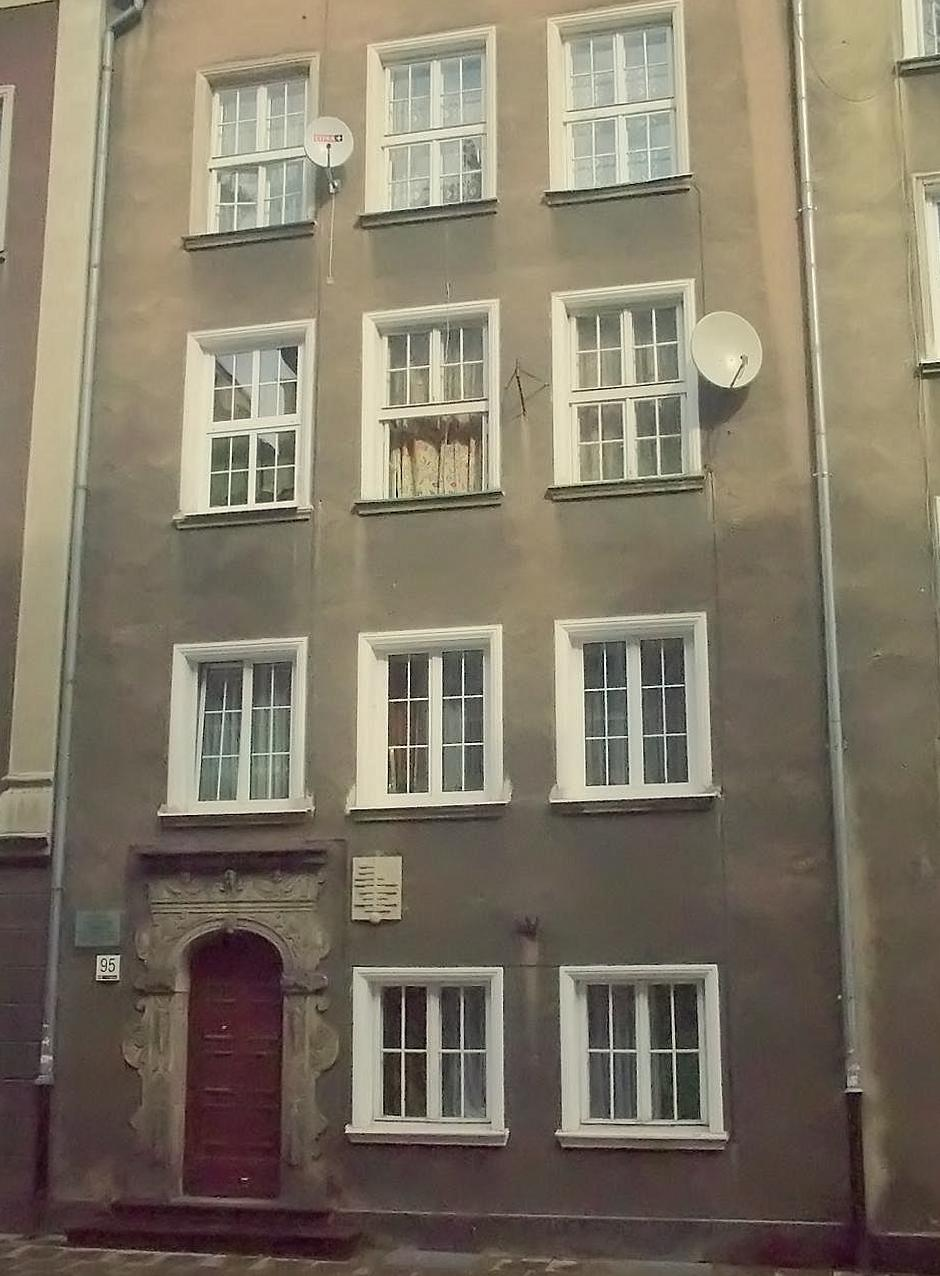
مكان ميلاد فهرنهايت في غدانسك

دانييل غابرييل فرنهايت (Daniel Gabriel Fahrenheit)؛ (24 مايو 1686 - 16 سبتمبر 1736)، عالم فيزياء ألماني وفي مصادر أخرى بيلاروسي ينسب له وحدة الفهرنهايت لقياس درجة الحرارة (°F).
ولد فهرنهايت في مدينة غدانسك البولندية وكان أكبر إخوته الخمسة. مات أبواه نتيجة التسمم بفطر وهو في الخامسة عشر من عمره، وأرسل إخوته إلى دور الرعاية وتدرب عند تجار أرسلوه فيما بعد إلى أمستردام.
عاش دانيال فهرنهايت معظم حياته في هولندا، وهناك بدأ اهتمامه بقياس درجات الحرارة وخاصة موازين الحرارة التي اخترعت في فلورنسا عام 1640، وقد اقترض مالاً بضمان ميراثه من أجل تطوير الفكرة.
كان جاليليو أول من صنع ميزان الحرارة في صورته البدائية لكن فهرنهايت صنع محراراً دقيقاً يمكن الاعتماد عليه باستخدام الكحول عام 1709، وكان مناسباً تماماً للاستخدامات التي يريدها العلماء.
لكن فهرنهايت استفاد بعد ذلك من تجارب جويلم امونتونز (1663-1705) على الزئبق فاستخدم فهرنهايت الزئبق مما دخل بالمحرار إلى منعطف جديد وتم اختراع أول محرار زئبقي ناجح عام 1714.
أتم فهرنهايت إنجازاته بإنجاز كبير عام 1715 وهو ما يعرف الآن بمقياس فهرنهايت ويبدأ من درجة صفر وهي أقل درجة توصل إليها بخلط الثلج والماء واهتدى في إعداد هذا المقياس بدرجة تجمد الماء ودرجة حرارة جسم الإنسان وعلى ذلك فإن درجة حرارة تجمد الماء تساوي 30 ودرجة حرارة جسم الإنسان تساوي 90 على نفس المقياس ولكن بعد التعديلات أجريت فيما بعد غيرت هذا المقياس إلى المقاييس المعروفة الآن وهي 32 درجة لتجمد الماء و96 درجة لحرارة جسم الإنسان و212 درجة على مقياس فهرنهايت لغليان الماءوهو مقياس شائع في الدول التي تتحدث بالإنجليزية وجميع أنحاء الولايات المتحدة الأمريكية وظل سائدا حتى السبعينيات من القرن العشرين.
[بحاجة لمصدر]

## مقياس فهرنهايت
ووفقا للمادة 1724 فهرنهايت، وكان يحدد نطاق وله بالرجوع إلى ثلاث نقاط ثابتة من درجة الحرارة. وقد تحقق أدنى درجة حرارة من خلال إعداد خليط مبرد من الجليد والماء وكلوريد الأمونيوم (ملح)، وينتظر للوصول إلى التوازن. ميزان الحرارة ثم وضعت في الخليط والسائل في مقياس الحرارة السماح للتنحدر إلى أدنى مستوياتها. قراءة الترمومتر في هناك أخذت ك 0 °F. وقد تم اختيار النقطة المرجعية الثانية كما قراءة الترمومتر عندما تم وضعها في الماء الراكد عندما الجليد كان مجرد تشكيل على السطح. كلف هذا الأمر 32 °F. نقطة المعايرة الثالثة، التي اتخذت إلى 96 °F، اختير قراءة الترمومتر عندما وضعت وثيقة تحت الذراع أو في الفم.
جاء فهرنهايت مع فكرة أن الزئبق يغلي حوالي 600 درجة على هذا النطاق درجة الحرارة. وأظهر العمل من قبل الآخرين أن الماء يغلي حوالي 180 درجة فوق درجة التجمد لها. مقياس فهرنهايت في وقت لاحق تم تحديده لجعل فترة التجميد إلى الغليان بالضبط 180 درجة، قيمة مريحة كما 180 هو عدد مركب للغاية، وهذا يعني أنه يقبل القسمة بالتساوي في العديد من الكسور. وبسبب إعادة تعريف مقياس من أن درجة حرارة الجسم الطبيعية اليوم كما أخذ 98.2 درجة،  في حين كان 96 درجة على مقياس فهرنهايت الأصلي. [78
حتى التحول إلى نطاق مئوية، كان يستخدم على نطاق واسع على نطاق فهرنهايت في أوروبا . انها لا تزال تستخدم لقياس درجة الحرارة اليومية من قبل السكان العام في الولايات المتحدة.

## روابط خارجية
- دانيال غابرييل فهرنهايت على موقع الموسوعة البريطانية (الإنجليزية)
- دانيال غابرييل فهرنهايت على موقع إن إن دي بي (الإنجليزية)